# Acide 5-phosphomévalonique
L’acide 5-phosphomévalonique est un intermédiaire de la voie du mévalonate, une voie métabolique de biosynthèse du diméthylallyl-pyrophosphate et de l'isopentényl-pyrophosphate, précurseurs notamment des terpènes, terpénoïdes et stéroïdes.

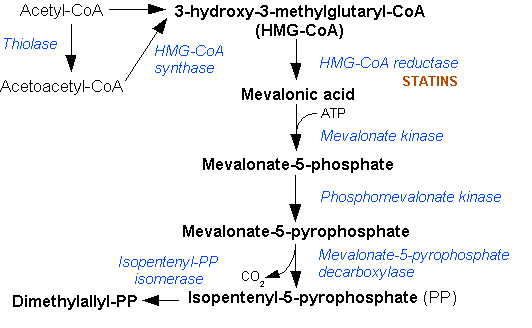
Voie du mévalonate.

## Stéréochimie
L'acide phosphomévalonique possède un atome de carbone asymétrique (celui qui porte l'hydroxyle) et est donc chiral. Il se présente donc sous la forme de deux énantiomères, images dans le miroir l'un de l'autre comme les mains droites et gauches, et sont dénommés :
- acide R-phosphomévalonique, numéro CAS 73566-35-5
- acide S-phosphomévalonique, numéro CAS

La forme naturelle semble vraisemblablement être l'énantiomère R.[réf. nécessaire]